# 黄岗镇 (阜南县)
黄岗镇，是中华人民共和国安徽省阜阳市阜南县下辖的一个乡镇级行政单位。

## 行政区划
黄岗镇下辖以下地区：
黄岗村、李寨村、姜庄村、杨店村、耿寨村、柳大村、槐井村、高郢村、瓦庙村、杨寨村、耿岗村、柳新村、鞠郢村和张集村。

## 特产
黄岗柳编：中国地理标志产品。